# Virus oncolítico
En el campo de la oncología, la terapia génica puede utilizar virus oncolíticos, una de las estrategias más novedosas para eliminar o revertir el desarrollo de un tumor canceroso en el organismo.
El uso de estos virus con fines terapéuticos recibe el nombre de Viroterapia. Estos virus, aunque han sido los últimos en llegar a experimentación clínica, presentan un futuro prometedor en cuanto a protocolos de terapia génica contra el cáncer. La terapia viral utiliza dos tipos de virus oncolíticos: el adenovirus que ocasiona los resfriados y la vaccinia, que causa la viruela y se utiliza también en vacunas. A estos virus se les ha modificado alguno de sus genes para que sólo puedan replicarse en células tumorales y no en normales. Idealmente los virus oncolíticos insertados en un tumor se dividirán en las células tumorales, eliminándolas a la vez que generan nuevos virus, los cuales a su vez infectarán a las células tumorales colindantes y así sucesivamente, hasta que no queden células tumorales donde replicarse y hacer ciclo lítico.
En la actualidad existen varios ensayos clínicos con éxito que emplean estos virus contra diversos cánceres humanos. Un ejemplo sería el virus oncolítico ONYX-015, que es un adenovirus al que se le ha quitado la proteína viral E1B implicada en la replicación de forma que, sin ella, no puede replicarse en una célula que contenga p53 funcional, es decir, en células normales. En cambio, las células tumorales presentan p53 alterado, por lo que permiten la replicación de dicho virus dando lugar, finalmente, a la lisis de estas células. 
Este tipo de estrategia implica la necesidad de conocer con exactitud la biología y la genética tanto de los virus utilizados como de las células tumorales a eliminar. Se administran por vía intravenosa, no por inyección en el mismo tumor, ya que los virus van teledirigidos hacia su meta y también atacan a las metástasis. Diversas líneas de investigación diseñan también genes de virus para que hagan a las células tumorales más susceptibles de ser dañadas por la quimioterapia y también hay ensayos para probar el efecto del virus herpes en personas con melanoma  avanzado y metástasis. Otros ensayos con viroterapia se prueban frente al cáncer de hígado, de cuello y de colon.
Actualmente se están haciendo pruebas con este tratamiento para neuroblastomas infantiles en el Hospital Niño Jesús de Madrid, España. Es un tratamiento muy prometedor, este estudio consiste en extraer las células mesenquinales de los niños, con una aspiración de médula de las crestas ilíacas, las cultivan durante 3 o 4 semanas y luego las infectan con el adenovirus como una transfusión de sangre, produciéndose en algunos casos la curación. Aún no se sabe con certeza qué es lo que determina el éxito en algunos pacientes y no en otros.
En septiembre de 2013 se abrirá otro ensayo, para tumores cerebrales malignos, con el adenovirus Delta24-RGD, al que se privado de una proteína E1A funcionante. Esto hace que el virus no puede replicar más que en células con alteración en la vía del retinoblastoma, por lo que si se inyecta en cerebro, puede crecer y destruir células de tumores cerebrales pero no las células sanas. Este modelo se ha probado recientemente en el centro oncológico MDAnderson Cancer Center, en Houston, y se abre ahora un nuevo ensayo que se realiza en la Clínica Universidad de Navarra. Se incluirán pacientes con glioblastoma en los que el tumor vuelve a crecer por primera vez después del  tratamiento estándar con radioterapia y temozolomida. El glioblastoma es un tumor muy agresivo en el que los tratamientos convencionales suelen fracasar. Seleccionando pacientes en esta fase, se pretende tratar el tumor con el virus antes de que el paciente se haya deteriorado mucho por múltiples líneas de quimioterapia.